# Sabanilla (Alajuela)
Sabanilla es el séptimo distrito del cantón de Alajuela, en la provincia de Alajuela, de Costa Rica.

## Historia
Fundada en 1821, Sabanilla contaba con más habitantes que ciudades que, en la actualidad son considerablemente grandes, como es el caso de San Isidro de El General, la cual, registraba aproximadamente 30 ranchos después de 71 años de haberse fundado Sabanilla y después de 4 años de fundada la escuela de este último distrito, lo que, junto con la fecha de creación del distrito cuya cabecera era San Isidro del General (1925), nos lleva a pensar que, en su momento, Sabanilla era prácticamente una ciudad, cuyo desarrollo se vio frenado por prácticamente 200 años.[cita requerida]

## Geografía
Sabanilla cuenta con un área de 43,18 km² y una altitud media de 1270 m s. n. m.

## Demografía
Para el año 2022, Sabanilla cuenta con una población estimada de 11 333 habitantes, y para el último censo efectuado, en 2011, Sabanilla contaba con una población de 9059 habitantes.

## Localidades
- Poblados: Alto del Desengaño, Ángeles, Bajo Santa Bárbara, Cerro, Doka, Espino (parte), Fraijanes, Lajas, Poasito, San Luis, San Rafael, Vargas (parte).

## Cultura

### Deporte
Aquí se encuentra uno de los centros de motocross más importantes del país, la Pista La Olla del Poás, conocida en El Cerro, comunidad en la cual se ubica, como La Fergara (Esto debido a que anteriormente era una finca con este nombre).

## Economía
Actualmente una de sus principales actividades económicas es la actividad cafetalera, la empresa Starbucks posee su Hacienda Alsacia en este distrito.

## Transporte

### Carreteras
Al distrito lo atraviesan las siguientes rutas nacionales de carretera:
- Ruta nacional 107
- Ruta nacional 120
- Ruta nacional 130
- Ruta nacional 146
- Ruta nacional 712